# Ève éternelle
Pour plus de détails, voir Fiche technique et Distribution.
Ève éternelle (Easy to Wed) est un film américain en Technicolor réalisé par Edward Buzzell, sorti en 1946.
Il s'agit du remake du film de 1936 : Une fine mouche (Libeled Lady), avec Jean Harlow, William Powell, Myrna Loy et Spencer Tracy.

## Synopsis
Le financier milliardaire J. B. Allenbury veut intenter un procès en diffamation contre le journal qui a publié un article affirmant que sa fille Connie est responsable de la rupture d'un mariage. Soucieux de sauver son journal de la ruine financière (l'objectif réel d'Allenbury), le rédacteur en chef Curtis Farwood sollicite l'aide du chef d'entreprise Warren Haggerty, lequel, pour aider son employeur, reporte son mariage avec Gladys Benton.

## Fiche technique
- Titre : Ève éternelle
- Titre original : Easy to Wed
- Réalisation : Edward Buzzell, Buster Keaton (non crédité) et Edward Sedgwick (non crédité)
- Scénario : Buster Keaton (non crédité), George Oppenheimer, Howard Emmett Rogers et Maurine Dallas Watkins
- Adaptation : Dorothy Kingsley
- Musique : Johnny Green
- Chorégraphie : Jack Donohue
- Directeur de la photographie : Harry Stradling Sr.
- Montage : Blanche Sewell
- Direction artistique : Cedric Gibbons et Hans Peters
- Costumes : Irene
- Production : Jack Cummings
- Société de production et de distribution : Metro-Goldwyn-Mayer
- Pays de production :  États-Unis
- Langue d'origine : anglais américain
- Format : couleur Technicolor — 35 mm — 1,37:1 — son : mono (Western Electric Sound System)
- Genre : film musical, comédie romantique
- Durée : 106 minutes
- Dates de sortie :
  - États-Unis : 11 juillet 1946 New York
  - France : 24 décembre 1947

## Distribution
- Van Johnson : William Stevens 'Bill' Chandler
- Esther Williams : Connie Allenbury Chandler
- Lucille Ball : Gladys Benton
- Keenan Wynn : Warren Haggerty
- Cecil Kellaway : J.B. Allenbury
- Carlos Ramírez : lui-même
- Ben Blue : Spike Dolan
- Ethel Smith (organiste) : elle-même
- June Lockhart : Barbara 'Babs' Norvell
- Grant Mitchell : Homer Henshaw
- Josephine Whittell : Mme Burns Norvell
- Paul Harvey : Curtis Farwood
- Jonathan Hale : Hector Boswell
- James Flavin : Joe
- Celia Travers : Mary, la secrétaire de Farwood
- Sybil Merritt : la réceptionniste

Acteurs non crédités
- Karin Booth : une employée
- Tom Dugan : un serveur au Local 950
- Sarah Edwards : Mme Dibson
- Frank Hagney : un camionneur
- Jean Porter : Frances

## À noter
- Le tournage a eu lieu de février à juin 1945[1].
- Le film original de 1936 était une comédie classique contrairement à celui-ci qui fut adapté en comédie musicale.
- En juillet 1944, la MGM annonça un remake du film de 1936 avec Jack Cummings comme acteur principal avant d'opter pour Van Johnson et Lucille Ball. Esther Williams et Keenan Wynn complétèrent la distribution[2],[3],[4].
- Les titres choisis à l'origine furent Libeled Lady et Early to wed[5].
- Van Johnson et Lucille Ball collaboreront par la suite sur d'autres projets au cinéma et à la télévision[6].
- En mars 1945, Keenan Wynn fut victime d'un accident de moto, obligeant la production à interrompre le tournage[7].
- Ce fut la seconde collaboration entre Van Johnson et Esther Williams après Frisson d'amour tourné la même année et qui fut un succès[8].
- La séquence de la chasse aux canards avec Van Johnson était écrit et réalisé par Buster Keaton et Edward Sedgwick[9].
- Lucille Ball se fractura un orteil lors du tournage d'une scène de danse[10].
- Les acteurs de ce film n'étaient nullement liés sentimentalement en dehors du tournage, contrairement au film original de 1936 où William Powell et Jean Harlow, fiancés, vivaient une relation amoureuse médiatique marquée par des moments de tension dans l'intimité. Secrètement, Spencer Tracy et Myrna Loy vivaient une liaison torride dans leur chambre d'hôtel[11],[12],[13],[14],[15].
- Le film engrangea un profit de 4 028 000 dollars aux États-Unis et au Canada puis 1 610 000 dollars dans le reste du monde[16].